# Antoni Józef Hryczyna Woyna
Antoni Józef Hryczyna Wojna herbu Trąby (zm. przed lub 4 lipca 1747 roku) – duchowny pisarz wielki litewski w 1730 roku, duchowny sekretarz wielki litewski w 1740 roku, kanonik wileński w 1724 roku, prepozyt trocki w 1736 roku.